# 切列姆尚區

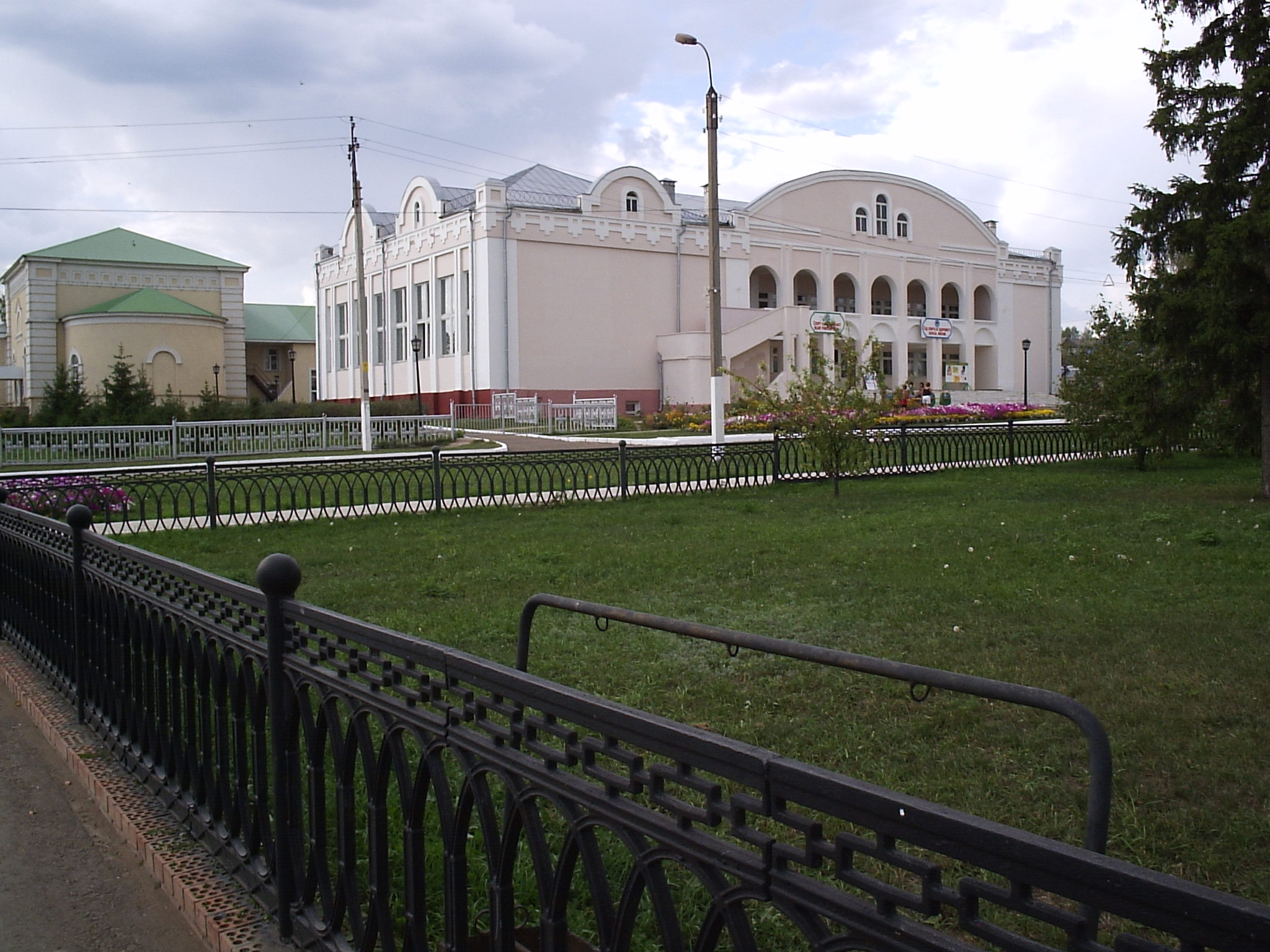

54°45′N 51°28′E / 54.750°N 51.467°E
切列姆尚區（俄语：Черемшанский район），是俄羅斯的一個區，位於該國西部，由韃靼斯坦共和國負責管轄，面積1,364平方公里，2010年人口20,361，人口密度每平方公里14.93人。